# Библиотека „Златни зърна“
Библиотека „Златни зърна“ е книжнна поредица в България.
Създадена е през септември 1936 г. (Разрешение № 561 от 11 септември 1936 г.; регистрация № 804/42, ДВ бр. 177 от 12 август 1942 г.) от Славчо Атанасов Милошев (1906 – 1995), неин уредник, стопанин и редактор.
В периода 1936 – 1948 г. излизат близо 200 тома, предимно преводна литература, в тираж над 1 000 000 екземпляра. През 1948 г. Славчо Атанасов е принуден да прекрати издаването на Библиотеката, съгласно Указа за ликвидиране на частните издателства. Библиотеката е възстановена през 1994 г. (Рег. № 23087, 1994 г.) от издателство „Хемус“ със съгласието на Славчо Атанасов. За 4 години излизат 14 заглавия в 200-хиляден тираж.

## Емблема
"Идеята за емблемата на първата книга беше чисто моя приумица – хвърчаща птица, символизираща човешкия духовен напредък – разказва редактор-стопанинът Славчо Атанасов. – Направи я художникът Преслав Кършовски, но не беше сполучлива, не беше това, което желаех. Затова към края на втората годишнина ми хрумна евангелската притча за образа на сеяча на словото. „Излезе сеяч семе да сее, но не на камениста, а на богата орна земя, която ще се оплоди в богати резултати.“ Защриховах грубо тая мисъл на парче хартия и го дадох на художника Никола Тузсузов да я стилизира със следните елементи: в кръг Библиотека „Златни зърна“, година на създаването, инициали на името ми, вплетени един в друг, а в средата отчетливо изразен релеф на орна земя с образа на сеячка." В емблемата на Тузсузов са скрити поне две метафори, първо, библейската – за божествеността, непреходността, универсализма на логоса, второ – за прародителката, Богинята майка.

## Ръководни принципи
„Познайте истината и тя ще ви направи свободни“ – се казва в Св. Евангелие – това е била ръководната мисъл на издателя. Из Поканата за абонати още в първата годишнина на Библиотеката: „След войната последва обща разруха. Упадна покрай друго и моралът, като строгите изисквания се смениха с несериозно отнасяне към живота. Упадна и вкусът, упадна по всички посоки,... Библиотеката има предвид нашата семейна среда изцяло, като съдействува за създаване здрав, естетически вкус, за подхранване на благородни стремежи и високи идеали, за закрепване морала и общественото съзнание“. И по-късно: „Библиотеката издава най-новите и най-забележителните творби на чуждата литературна съкровищница, в които са изобразени трайните завоевания на творческия дух и са намерили въплощение всички идеи и образи, коите вълнуват човека. В тоя път на нравствено облагородяване и духовен напредък ние ще вървим неуклонно.“
„Златни зърна“ запознава българския читател с изтъкнати представители на критическия реализъм, популяризира европейски и световни бестселъри, наградени книги и автори в превод от английски, френски, немски, руски, полски, чешки, скандинавски, унгарски и др. езици.

## Продукция
Годишно се издават по 10 или 12 тома и 2 премии за редовните абонати. След успешното начало на „Златни зърна“ Славчо Атанасов добавя поредицата „Младото момиче“, а по-късно „Бележити личности“ и "Исторически етюди”. По неговите собствени думи той се стремял да предлага на българския читател ония прочути имена, чиято слава и духовно богатство са преминали националните граници и са залегнали дълбоко като златен еталон в основите на световната литературна съкровищница, творците, които разпръскват светлина и мъдрост чрез възвишеното си слово. За първи път в България въвежда практиката на подвързване на книгите с твърди корици и красиво оформени подвързии.

## Преводачи
За преводачи издателят привлича изявени вече професионалисти като Н. Дончев, Ж. Драгнева, К. Константинов, А. Разцветников, Д. Подвързвачов, Н. Розева, Р. Христова, Д. Осинин, Ст. Загорчинов, А. Далчев, И. Дуйчев, Р. Крапчева, В. Симеонова, Д. Стоевски, С. Капелков, Я. Язова, Л. Станчев, Хр. Радевски, М. Букурещлиева, Ст. Станчев, В. Геновска, Ю. Генов и др. Някои от тях по-късно са член-основатели на Съюза на преводачите в България.

## Кореспонденция
По това време рядко се е практикувало да се изплащат хонорари за авторски права. Бестселърът „Мария Кюри“, който развълнува българския читател, става повод за интензивна кореспонденция между Славчо Атанасов и г-жа Кларуен, адвокатка на Ева Кюри, дъщеря на Мария Кюри и автор на книгата. В крайна сметка хонорарът се изплаща, както и в случая с Ъ. Синклер, автор на двутомника „Агент на председателя“ (1947). За разлика от тях известни писатели като Андре Мороа, Валтер Герлиц и др. приветстват издателя и се радват, че ще бъдат популяризирани в една по-малка страна и то на друга азбука, отказвайки се от полагащото им се възнаграждение. А. Мороа написва трогателно писмо до Славчо Атанасов, без да вдига ръката си от листа, получавайки се така един непрекъснат текст.

## Събития
Юбилей по случай 10 години от създаването на Библиотеката с посвещение от Асен Разцветников, 1946 г.
Дружески шарж от Димитър Стоевски по случай 10-годишнината от „Златни зърна „, 1946 г.
Юбилей по случай 60 години от създаването на Библиотеката – изложба в НБКМ, 1996 г.
“... Библиотека „Златни зърна „– една неотразима действителност, превърнала се още приживе в легенда – откровение на нацията, нейния собствен глас, нейното дихание...“
Дружески шарж от Теню Пиндарев по случай 60 години „Златни зърна“, 1996 г.
Юбилей по случай 70 години от създаването на Библиотеката – научна сесия с изложба в НБКМ, 2006 г.